# 夏葵
夏葵（なつき、1994年7月7日 - ）は、日本の女優、ダンサー、アクトレスガールズ。岡山県出身。

## 来歴
- 中学生時代にユース・アメリカ・グランプリ（YAGP）のアンサンブル部門でグランプリ。
- 桐朋学園芸術短期大学を卒業。
- 2019年12月「純血の女王」を最後に植村 夏葵から、夏葵に変更[1]。
- 2021年10月22日　アクトレスガールズで、リングデビュー[2]。
- 2023年9月27日　ベストボディ・ジャパン アクトレスガールズ・セクシーボディコンテスト　グランプリ受賞[3]。
- 2023年10月19日　ベストボディ・ジャパン 2023 ジャンル別＆職業別大会グランプリ[4]。
- 2024年10月14日　第2期第5代AWGシングル王座を戴冠。

## 人物
- 4才でクラシックバレエを習いはじめる。その後コンテンポラリー、モダン、ジャズなど様々なジャンルのダンスを学ぶ。
- 趣味はサッカー観戦（鹿島アントラーズ）、芸人のライブ観劇など
- ぶたが好きで、ぶたモチーフのガウンを利用している。
- 太陽になりたいが、光アレルギーで直射日光が苦手である。

## 作品

### 映画
2025年
- イナズマ社「タイムマシンガール」（木場明義監督）

### 舞台
2015年
- 「売春捜査官」（7月29日-8月2日　東京　阿佐ヶ谷アルシェ）演出助手

2016年
- 「義経1/2」（4月8日-10日　東京　中野ウエストエンドスタジオ）
- 「二十三年その木戸を通って」（6月9日-12日　東京　西東京市ギャラリーTSUKASA）
- 「TEDDY」（9月1日-4日　東京　上野ストアハウス）
- + new Company And You 16「千年に1度の奇跡」（12月23日~25日　東京　中野ウエストエンドスタジオ）ダンサー役

2017年
- リンクアップ「トリックザシアター」（6月6日-6月11日、東京　池袋・シアターグリーン BASE THEATER）
- プロジェクトアスペック第4回公演「自分ルーレット」（9月27日-10月1日、東京　新宿シアターブラッツ）
- GVjp Growing Project vol.1「新歌劇 / NEO OZ『あした、虹を渡って～In your shoes～』」（12月14日-17日　東京　高島平 LIVE STAGE ほっぢポッジ）遠坂　栞役[5]

2018年
- ねくすぽすとリバイバルフェスタvol.2「Revival Concert 2017→2018」（1月9日-14日、東京　新宿パフォーミングギャラリー＆カフェ絵空箱）[6]
- LIPS*S 2018 Spring Musical「旋律テロル」（3月21日-25日　東京　新宿村LIVE）[7]
- 「UBUGOE -voice of comedy- vol.18」（4月5・6日　東京　目黒パーシモンホール　大ホール）[8]
- 「薄荷と檸檬、そしてモノクローム。」（5月29日-6月3日　東京　杉並ワーサルシアター）
- ILLUMINUS「Music Theater Express」（7月5日-26日 東京　目黒パーシモンホール　大ホール）
- ゼンプロコーポレイティッド「NEO OZ / Replay  あした、虹を渡って〜in your shoes 〜」（11月28日-12月2日　東京　溝ノ口劇場）遠坂　栞役[9]
- 演劇集団アトリエッジ「聖この夜〜クリスマスツリーの奇跡〜」（12月19日-23日　東京　杉並ワーサルシアター）

2019年
- ゲキジョウ!アトラクティブシアター Vol.3「スターダスト・インフェルノ〜End of Reboot〜」（2019年1月9日-14日、新宿村Live）
- 縁劇ユニット　流星レトリック
  - 第4回公演 『遥か彼方に揺蕩う星空』（4月10日-14日、東京　大塚萬劇場）
  - 第5回公演 『空の色とボクの青』（11月2日-10日　東京　新宿サンモールスタジオ）
- 「音楽劇 KAIJIN20？新・怪人二十面相」（5月22日-26日　東京　新宿村LIVE）
- ニクバナレ「今日、きみがいない」（6月12日-16日、東京　中野ウエストエンドスタジオ）
- 鹿ケン芝居 「七夕飾りに願かけて」（7月4日-7日、東京　笹塚劇場デュオステージBBs）
- 「あっとうてきに愛してる」（8月21日-25日、東京　新宿コフレリオシアター）
- ILLUMINUS　「女王ステ　純血の女王」（12月18日-22日、六行会ホール）ヴァネッサ役

2020年
- ドリジャポ！vol.1 イベント企画OZ「走らないメロスたち」（2020年1月30日 - 2月2日、東京　池袋・シアターグリーン BASE THEATER）
- リーディング&ライブ 『ときめきステーショナリーズ２』 （2月22~23日　池袋オペラハウス）
- 中山さつきプロデュース#2『からふる-prologue-』（3月7日~8日、東京　池袋東口ゲキパ）

2021年
- アクトリング
  - 「Shelollプレ公演」（2月7日　東京　新宿FACE）アネモネ役
  - 「Shelollプレ公演　再演」（5月8日　東京　新木場1stRING）アネモネ役[10]
  - 「Shelollプレ公演　再演」（6月12日　大阪　豊中176Box）アネモネ役
- アクトリング本公演
  - 「#1.Prologue」（7月25日　東京　新宿FACE）アネモネ役[11]
  - 「アクトリング 剣編01花月夜vsSheloll～暁の序曲～」（12月25日　東京　新宿FACE）アネモネ役[12]

2022年
- アクトリング
  - 『鏡編弐ノ面Shelollノ章「深淵」』（5月8日　東京　新木場1stRing）アネモネ 役[13]
  - 『お月見祭り2022』（9月25日　東京　SHIBUYA109渋谷店）アネモネ 役[14]
  - 『東京コミコン2022 スペシャルステージ』（11月26日　千葉　幕張メッセ）アネモネ 役[15]

2023年
- アクトリング
  - 『ACTRING2023』（3月5日　東京　新木場1stRing）アネモネ 役[16]
  - 『大阪コミコン2023 スペシャルステージ』（5月6日　大阪　インテックス大阪）アネモネ  役
  - 『鏡編弐ノ面Shelollノ章「深淵」』（10月29日　東京　新木場1stRing）アネモネ   役[17]
  - 『東京コミコン2023 スペシャルステージ』（12月9日　千葉　幕張メッセ）アネモネ 役
- 株式会社Leap『バレエ「えんとつ町のプペル」』 （9月23・24日　新宿文化センター）[18]

2024年
- アクトリング
  - 『大阪コミコン2024 スペシャルステージ』（5月3日　大阪　インテックス大阪）アネモネ 役
  - 『アクトリング　スペシャルステージ』（5月31日　東京　新木場1stRing）アネモネ  役[19]
- 株式会社Leap『バレエ「えんとつ町のプペル」』 （9月19日　目黒パーシモンホール）
- アクトリング スペシャルオムニバス公演（11月1日-4日 東京　アルネ543）アネモネ  役
- 東京コミコン2024
  - 『コスプレクロスオーバーバトル！アメコミ×プロレス』（12月6日 千葉　幕張メッセ）グウェン役 [20]
  - 『アクトレスガールズスペシャルステージ』（12月7日 千葉　幕張メッセ）アネモネ  役[21]
- アクトリング本公演
  - 『鏡編 参ノ面 蕨公演 Star magical☆projectノ章 〜Heartfelt Credit～』（12月15日 埼玉 蕨レッスル武道館）杏仁果子役
  - 『鏡編 四ノ面 蕨公演 桃華雪(仮)ノ章 Go!と言えば郷に従え』（12月15日 埼玉 蕨レッスル武道館）リリー・チェン 役[22]

### ライブ
2018年
- 「SUMMER LIFE」（7月19日、東京　杉並ワーサルシアター）

### イベント
2016年
- りょんフェス エアリーズ定例会 Vol.1「先生っ！！今日だけは怒らないで下さい！！！！」（2月14日、東京　渋谷TAKEOFF7）

2017年
- 「西東京市民まつり」（11月11日、東京　谷戸小学校前パフォーマンスストリート）

2018年
- 「モンスタープロジェクト2018忘年会」（12月28日、東京　二子玉川GEMINI Theater）

2020年
- 流星レトリック主催「星レト新年会」（1月12日　MJはうす）

2024年
- AWG
  - 『屋形船イベント』（6月16日　東京　江東区）
  - 『はなきん屋敷のメイドさん～奇妙な食事会への招待状再～』（8月3日　東京　秋葉原）マロングラッセ役

### MC
2019年
- アール・エフ・ラジオ日本「エアリズミックレディオ」（5月24日-）[23]

### MV
2019年
- LACCO TOWER「地獄且天国」